# Andrea Cesalpino
Andrea Cesalpino (llatinitzat com Andreas Cæsalpinus) (Arezzo, 23 de febrer de 1524 o 1525 – 23 de febrer de 1603) va ser un metge, filòsof i botànic italià.
Va classificar les plantes segons els seus fruits i llavors, més que no pas per ordre alfabètic o per les seves propietats medicinals. El 1555, succeí Luca Ghini com a director del jardí botànic de Pisa.
Va ser metge del papa Climent VIII. Va proposar un sistema circulatori de la sang. També va fer obres importants sobre geologia, mineralogia i química.

## Botànica
La seva obra principal és De plantis libri XVI (1583), on va fer la primera classificació científica de les plantes i essent la primera sobre morfologia i fisiologia vegetals. Cesalpino va ser un dels primers botànics a confegir un herbari que encara existeix al Museu d'Història Natural de Florència amb 768 plantes. Charles Plumier va donar el nom de Cæsalpinia a un gènere de plantes i Linnaeus ho va conservar en el seu sistema. També hi ha la subfamília Cæsalpinioideae.